# Grind Finale
Grind Finale è un album di raccolta del gruppo musicale svedese Nasum, pubblicato nel 2005.

## Tracce

### Disco 1
1. Blind World – 1:18
2. Think – 1:20
3. Scarecrows – 1:36
4. No Time to Waste – 0:42
5. Total Destruction – 0:27
6. Between the Walls – 1:50
7. Left in a Dream – 0:24
8. Uneventful Occupation – 0:58
9. Reasons? – 0:18
10. Disforest – 0:10
11. Self Vilification – 0:35
12. Red Tape Suckers – 0:04
13. Re-create the System – 0:27
14. Rens – 0:04
15. Hurt – 0:24
16. Corpse Flesh Genitals – 0:58
17. Sawder – 0:47
18. A Look at Society – 0:44
19. Fucking Murder! – 0:43
20. Black Visions (Scarecrows II) – 1:00
21. Escape – 0:17
22. See the Shit (With Your Own Eyes) – 0:47
23. Restrained from the Truth – 0:31
24. No Chance – 0:57
25. My Fear – 0:37
26. Fur – 1:02
27. A Game Played by Society – 0:28
28. It's All About the Information – 0:20
29. Smile When You're Dead – 0:32
30. Blindfolded (By the Media) – 0:22
31. Erased – 0:20
32. Warfuck – 0:12
33. No Chance (Extended Noise-remix Version) – 1:51
34. Cut to Fit – 0:44
35. Forced Opinion – 0:37
36. Domedagen – 0:43
37. Left in a Dream – 0:23
38. Distortion & Disinformation – 1:23
39. Stalemate (Napalm Death cover) – 0:58
40. Bag – 0:46
41. Revolution – 0:37
42. What's "Life"? – 0:35
43. Think – 1:12
44. Verklighetsflykt – 0:19
45. Face Obliteration – 0:58
46. Enough! – 1:03
47. Dom Styr Vara Liv (Mob 47 cover)  – 1:01
48. Industrislaven – 0:25
49. Löpandebandsprincipen – 0:28
50. Cut to Fit – 0:45
51. Fantasibilder – 0:52
52. Distortion & Disinformation – 1:24
53. Brinn – 0:51
54. Krigets Skörd – 1:09
55. Mer Rens – 0:17
56. Ditt Öde – 0:26
57. Ingenting Att Ha! – 0:17
58. Revolution – 0:35
59. Den Mörka Tiden – 0:39
60. Forcefed Opinion – 0:37
61. Domedagen – 0:37
62. Dolt Under Ytan – 0:22
63. I Helvetet – 0:33
64. Skithus – 0:37
65. Söndermald – 1:35
66. Revolution II – 0:37
67. World in Turmoil – 0:13
68. The Final Confrontation (Scarecrows III) – 0:44
69. The Dream – 0:54
70. Zombie Society – 0:33
71. Sheer Horror – 0:50
72. Awake – 0:25
73. En Värld Utan Hopp – 0:35
74. End – 0:18
75. As Time Goes By... – 0:22
76. Our Revolution – 0:50
77. Masquerade – 0:26
78. Ripped – 0:48
79. Rage – 0:19
80. Law & Order? – 0:30
81. Rise – 0:44
82. Killed By Your Greed – 0:42
83. Silent Sanguinary Soil – 1:48
84. Evacuate the Earth – 1:04
85. The Black Illusions – 0:11
86. Disgrace – 0:47
87. No Paradise for the Damned – 0:32
88. A Change in Your Mind – 0:26
89. Dreamland – 1:00
90. Last – 0:42

### Disco 2
1. Dis Sucks – 0:38
2. The Leak – 0:19
3. Eviscerated (By the Fiend) – 0:58
4. Shambler – 0:26
5. Lack of Ammunition – 0:23
6. The Machines – 0:27
7. Låt Inte Asen Styra Ditt Liv – 0:56
8. Going Nowhere – 0:55
9. Generation Ex – 0:26
10. The Soil Bleeds Black – 0:42
11. Hail the Chaos! – 1:00
12. Fuck the System – 0:31
13. The Spiral Goes Down – 1:00
14. Shortcut to Extinction – 0:20
15. Vows – 0:31
16. Hate Division – 0:59
17. Visions of War (Discharge cover) – 0:59
18. Bullshit Tradition (Dropdead cover) – 0:29
19. Device (S.O.B. cover) – 1:36
20. The Real (Refused cover) – 2:18
21. Rio de San Atlanta, Manitoba (Propagandhi cover) – 0:33
22. ...And You Were Blind to What Lay Beyond the Horizon – 0:45
23. Stolen Pride – 0:55
24. Silent – 1:07
25. Losing Faith – 0:35
26. I Decline! – 0:25
27. Naive Ignorant Fucks! – 0:11
28. Obstacle – 0:20
29. The Political Structure is not What it Seems in the So Called Lucid View that Man has Upon Today's Society. What the Eye Sees is a Lie. – 0:11
30. A Bloodbath Displayed  – 0:46
31. God-slave America – 1:34
32. Supernova – 0:52
33. Shafted – 0:35
34. S.O.C.I.E.T.Y. (Home of the Dead) – 0:28
35. Tools of the Trade (Carcass cover) – 2:58
36. Fear – 1:09
37. Krossa – 1:21
38. In Praise of Folly – 1:27
39. Peace? – 0:54
40. Falska tankar – 1:22
41. Godmorgon, Idiotjävel – 1:16
42. Understand: You are Deluded – 1:06
43. Fear of the China Syndrome – 1:21
44. Suicide – 0:58
45. X Marks the Spot – 2:14
46. The Flames of the Truth – 2:07
47. Sticks and Stones – 0:36
48. Dead Mirror – 1:22
49. Helvete – 1:00
50. A Civil Critique – 1:58
51. Damned Nation – 0:58
52. A Dead Generation – 1:07
53. Divine Intervention – 0:47
54. Fury – 2:26
55. The Unfathomable Situation – 2:19
56. Unchallenged Hate (Napalm Death cover) – 2:03
57. DLTD – 0:38
58. Gravar – 0:25
59. Ingenting – 0:55
60. Until the Board Breaks – 1:31
61. Downwards – 0:53
62. Stealth Politics – 0:46